# Centro Histórico de Macau
O Centro Histórico de Macau (chinês tradicional: 澳門歷史城區) é um conjunto de estruturas históricas datadas desde ao século XVII, quando os exploradores portugueses chegaram no território, conhecido na atualidade como Região Administrativa Especial de Macau da República Popular da China. As construções do Centro Histórico tendem a mostrar a mistura dos estilos arquitetónicos europeus e chineses.
O Centro Histórico de Macau inclui: o Templo de A-Má, o Quartel dos Mouros, a Casa do Mandarim, a Igreja de São Lourenço, a Igreja e Seminário de São José, o Teatro Dom Pedro V, a Igreja de Santo Agostinho, a Biblioteca Sir Robert Ho Tung, o Edifício do Leal Senado, o Templo de Sam Kai Vui Kun, a Santa Casa da Misericórdia, a Igreja da Sé, a Casa de Lou Kau, a Igreja de São Domingos, as Ruínas de São Paulo, o Templo de Na Tcha, o Troço das Antigas Muralhas de Defesa, a Fortaleza do Monte, a Igreja de Santo António, a Casa Garden, o Cemitério Protestante (incluindo a Capela Protestante), a Fortaleza da Guia (incluindo a Capela de Nossa Senhora da Guia e o Farol da Guia), o Largo do Pagode da Barra, o Largo do Lilau, o Largo de Santo Agostinho, o Largo do Senado, o Largo de São Domingos, o Largo da Sé, o Largo da Companhia de Jesus e o Largo de Camões.
No dia 15 de julho de 2005, o Centro Histórico de Macau entrou na Lista do Património Mundial da Humanidade da Organização das Nações Unidas para a Educação, a Ciência e a Cultura (UNESCO) e foi designado como o 31.º sítio do Património Mundial da China.

## Origens culturais e história

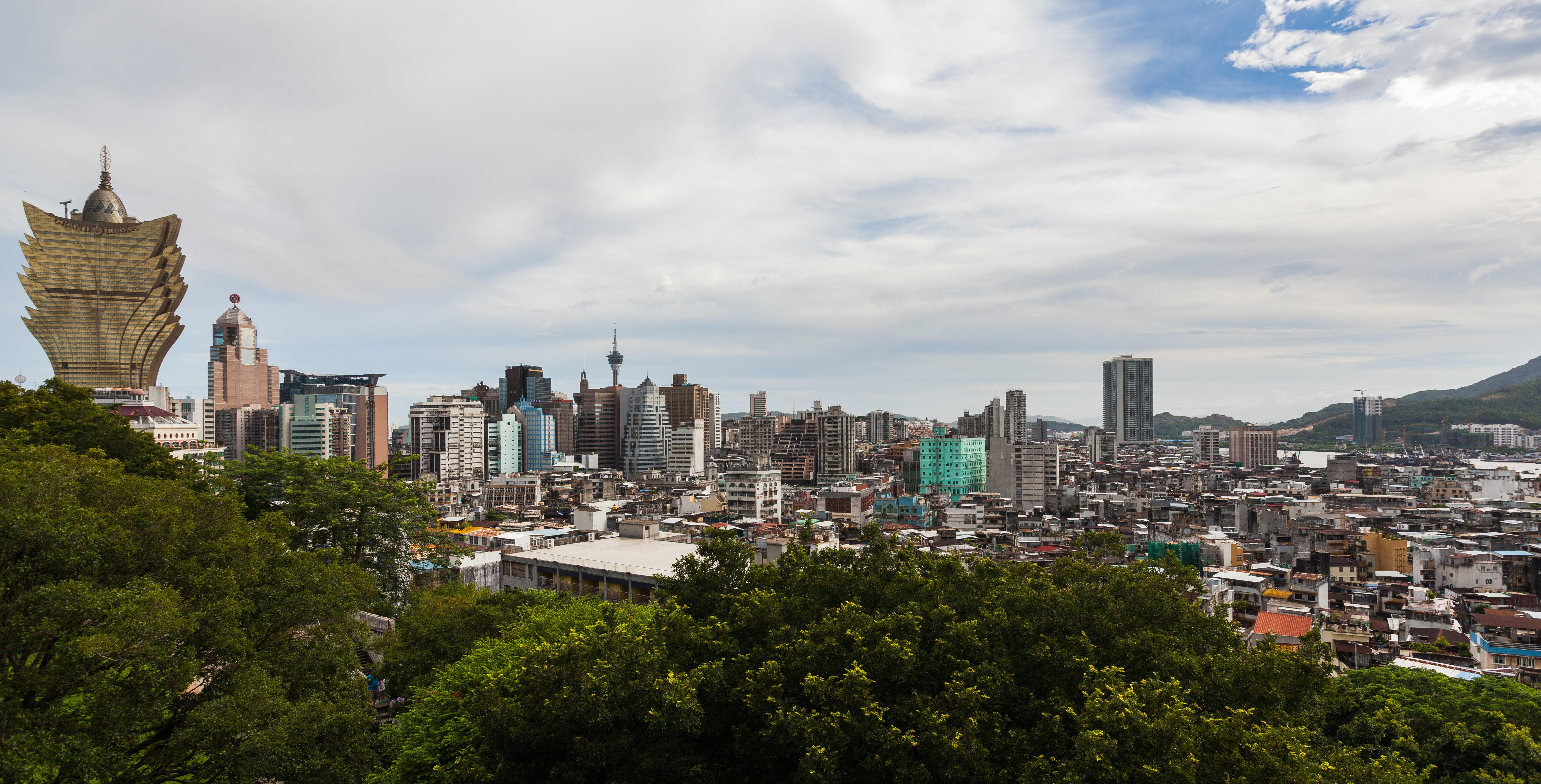
Vista da parte antiga de Macau.

Macau, o primeiro entreposto comercial europeu na China, desde da sua ocupação em 1557 pelos portugueses até hoje, foi uma importante porta de acesso da civilização ocidental na China, que permitiu o contacto entre a Europa com a civilização chinesa e vice-versa. Durante cinco séculos, Macau foi uma importante plataforma para a simbiose e o intercâmbio cultural entre o Oriente e Ocidente. Esta intensa troca cultural moldou a identidade de Macau, onde ocorreu um processo de miscigenação que resultou no aparecimento da cultura, do patuá e da comunidade macaense.
O encontro entre as culturas ocidentais e orientais proporcionou a criação dos estilos arquitetónicos únicos do mundo, resultado das fusões das correntes arquitetónicas europeias, chinesas e das outras nações da Ásia. Estes estilos marcam a arquitetura do Centro Histórico de Macau.
Esse conjunto arquitetónico situa-se na sua maior parte no sul e sudoeste de Macau visto que até ao século XIX, os portugueses, construtores da maioria dos monumentos do Centro Histórico de Macau, eram proibidos de viver no norte de Macau, região dos campos de cultivo possuídos pelos chineses. Até ao século XIX, a "Cidade do Santo Nome de Deus de Macau" era pequena e delimitada por muralhas, ocupando somente o sul da península de Macau. Só a partir do século XIX, com o declínio da autoridade e influência chinesa sobre Macau, os portugueses puderam expandir a cidade para o norte da península (e posteriormente ocupando também a Taipa e Coloane). Porém, no século XIX, o porto de Macau perdeu sua importância com a Primeira Guerra do Ópio, quando Hong Kong se tornou no porto ocidental mais importante na China. A decadência de Macau impediu a sustentação dos elevados custos da construção e manutenção dos edifícios grandes, luxuosos e requintados. Um exemplo e a Igreja da Madre de Deus e do Colégio de São Paulo, grandes edifícios requintados, que após um incêndio no ano de 1835, nunca mais foram reconstruídos, devido ao elevado custo da reconstrução. O conjunto dos "restos" e vestígios destes dois edifícios formam atualmente as Ruínas de São Paulo.
No dia 15 de julho de 2005, o Centro Histórico de Macau entrou na lista do Património Mundial da Humanidade da UNESCO e foi designado como o 31.º sítio do Património Mundial da China. As comemorações foram feitas em Macau pela entrada na lista, que iria contribuir para o desenvolvimento do turismo na cidade, atividade que se tornou importante para a economia de Macau. A inclusão na lista também contribuiu para a conservação do património histórico e arquitetónico da cidade e num contexto mais amplo, representa uma parte importante da história da China.